# 山口千枝
山口 千枝（やまぐち ちえ、1948年4月1日 - ）は、日本の元女優。
夫は俳優の山口豪久（1986年死別）。長女は元女優の山口貴子。

## 人物
1960年代よりテレビドラマに端役として出演。
1966年、特撮テレビ番組『マグマ大使』（CX・ピー・プロダクション）第17・18話での共演がきっかけとなり、6年間の交際を経て1972年に豪久と結婚するが、1986年、豪久と死別。その後はブティックに勤務していた。
1999年に発行された『仮面ライダー』の書籍にて、豪久との結婚生活についてインタビューに応じている。その中で、両親は当初は豪久との結婚に反対していたことや、夫婦喧嘩はなかったものの、「働きに出たい」と申し出たところ、豪久に叱られたことなどについて述べている。

## 出演作品

### テレビドラマ
- マグマ大使 第17話「ガレオン地球を攻撃せよ」・第18話「生き人形の怪」（1966年、CX・ピープロ） - 大原悦子
- 特別機動捜査隊（NET・東映）
  - 第257話「小さな墓」（1966年）
  - 第266話「日曜日の死角」（1967年）
  - 第417話「美しい町の天使たち」（1969年）
  - 第432話「コタンの女」（1970年）
  - 第441話「黒い破門状」（1970年）
  - 第452話「母恋し1,500キロ」（1970年）
  - 第455話「金髪と口紅」（1970年）
  - 第462話「倖せになりたい」（1970年）
  - 第484話「春の坂道」（1971年）
  - 第545話「汚れた太陽」（1972年）
  - 第632話「赤い魔女」（1973年）
- 鉄道公安36号（NET・東映）
  - 第180話「命ある限り」（1966年）
  - 第190話「若いプラットホーム」（1967年）
- 青空に叫ぼう（1967年 - 1968年、NET・東映）
- 五番目の刑事 第13話「テレビ指名手配129号」（1969年、NET・東映） - ホステスB
- 帰ってきたウルトラマン 第1話「怪獣総進撃」（1971年、TBS・円谷プロ） - 看護婦
- 一心太助 第21話「東海道だよ四人旅」（1972年、CX・国際放映） - 宝屋の女中
- シルバー仮面ジャイアント 第20話「必殺!! シルバーミサイル」（1972年、TBS・宣弘社） - 先生
- 荒野の素浪人 第28話「怒濤 若狭峠の黒い罠」（1972年、NET）
- 超人バロム・1 第25話「魔人ホネゲルゲの白骨が風にうめく!」（1972年、YTV・東映） - 秋子
- プレイガール 第195話「聖しこの夜の暗殺者」（1972年、12ch・東映） - 百合子
- 火曜日の女シリーズ / ある朝、突然に…（1972年、NTV）
- 土曜ドラマ（NHK）
  - 失楽園'79（1979年） - めぐみ
- 必殺仕事人V 第13話「主水、ヒヒ退治する」（1985年、ABC・松竹） - お小夜